# Starnberg

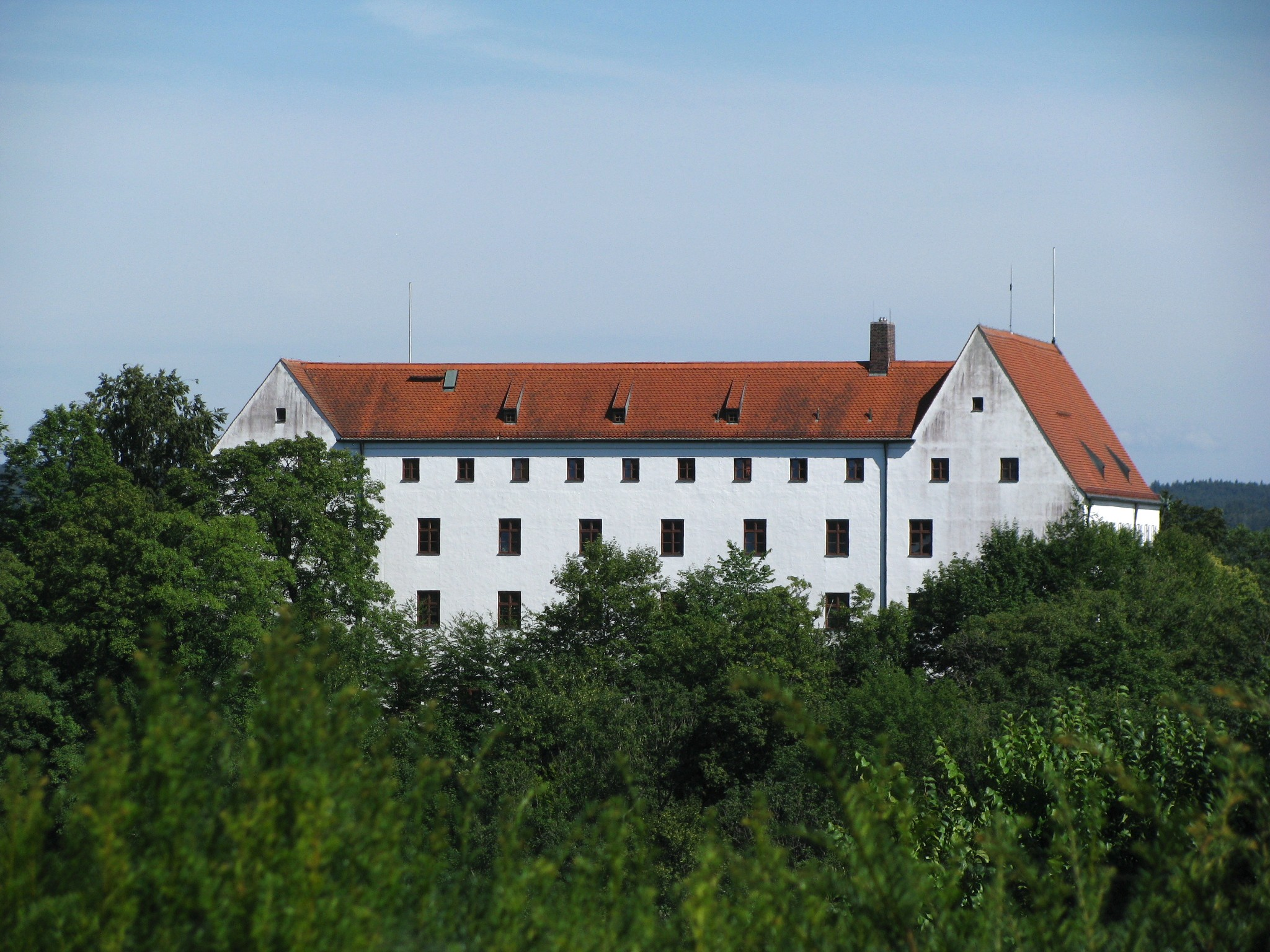
Starnberg
(castelul)

Starnberg este un oraș din districtul Starnberg, regiunea administrativă Bavaria Superioară, landul Bavaria, Germania.

## Personalități
- Petra Schürmann (1933-2010), actriță.